# Kapucínský klášter ve Svídnici
Bývalý kapucínský klášter ve Svídnici (polsky Zespół poklasztorny kapucyński w Świdnici) je komplex budov v ulici Zamkowa v polské Svídnici. Komplex tvoří budovy vlastního kláštera z roku 1680 a kostela sv. Antonína z let 1682–1688.

## Historie

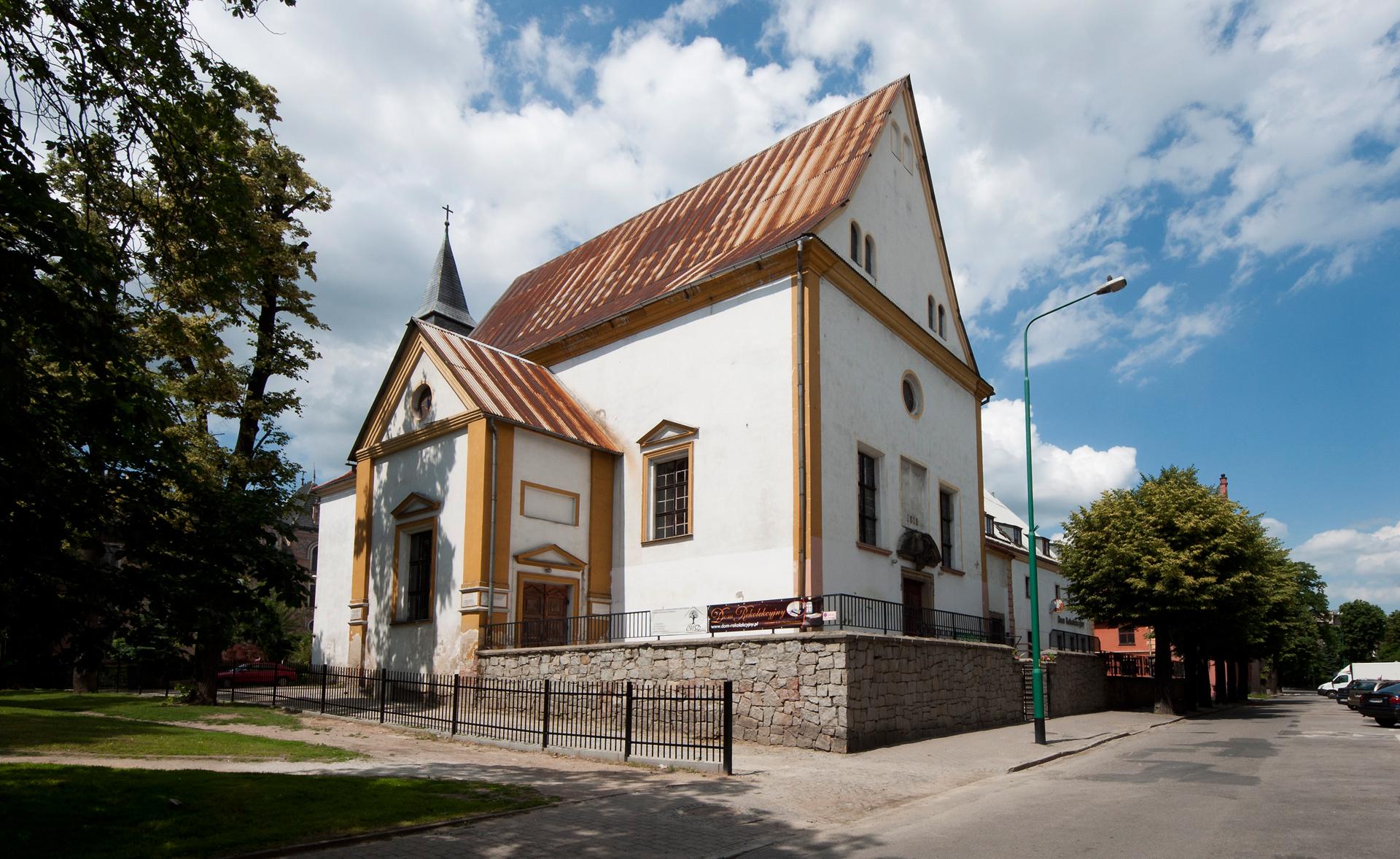
Kapucínský klášter a kostel ve Svídnici

Klášter a kapucínský kostel byly postaveny na místě vyhořelého hradu svídnických knížat v roce 1532 a rezidence Nosticů z roku 1673. 
První klášter byl postaven v roce 1680 a dva roky po něm byla zahájena výstavba kostela (nyní letniční kostel), která trvala až do roku 1688. V důsledku rozpuštění řádu v roce 1810 byl klášter přestavěn na nemocnici a později na sirotčinec.
Kostel se po celkové rekonstrukci stal vojenským posádkovým kostelem (1818). Po válce sloužil jako kostel polské katolické církve. V 70. letech 20. století byl objekt opuštěn a značně zchátral. V současné době probíhá jeho renovace.
Zajímavý je erb hraběte Kryštofa Václava z Nostic u vchodu nad historickým portálem z rezidence z roku 1537. V blízkosti kláštera je krásné zelené náměstí postavené na místě zcela zničeném archeologickými pracemi.